# El Buen Pastor (Barcelona)
El Buen Pastor (en catalán El Bon Pastor) es uno de los siete barrios que integran el distrito de San Andrés de Barcelona. Tiene una superficie de 1,88 km² y una población de 12 589  habitantes (2016).

## Sectores
Está dividido en tres sectores: 
- La Estadella, el más nuevo
- Las Casas Baratas, el más antiguo
- El polígono industrial

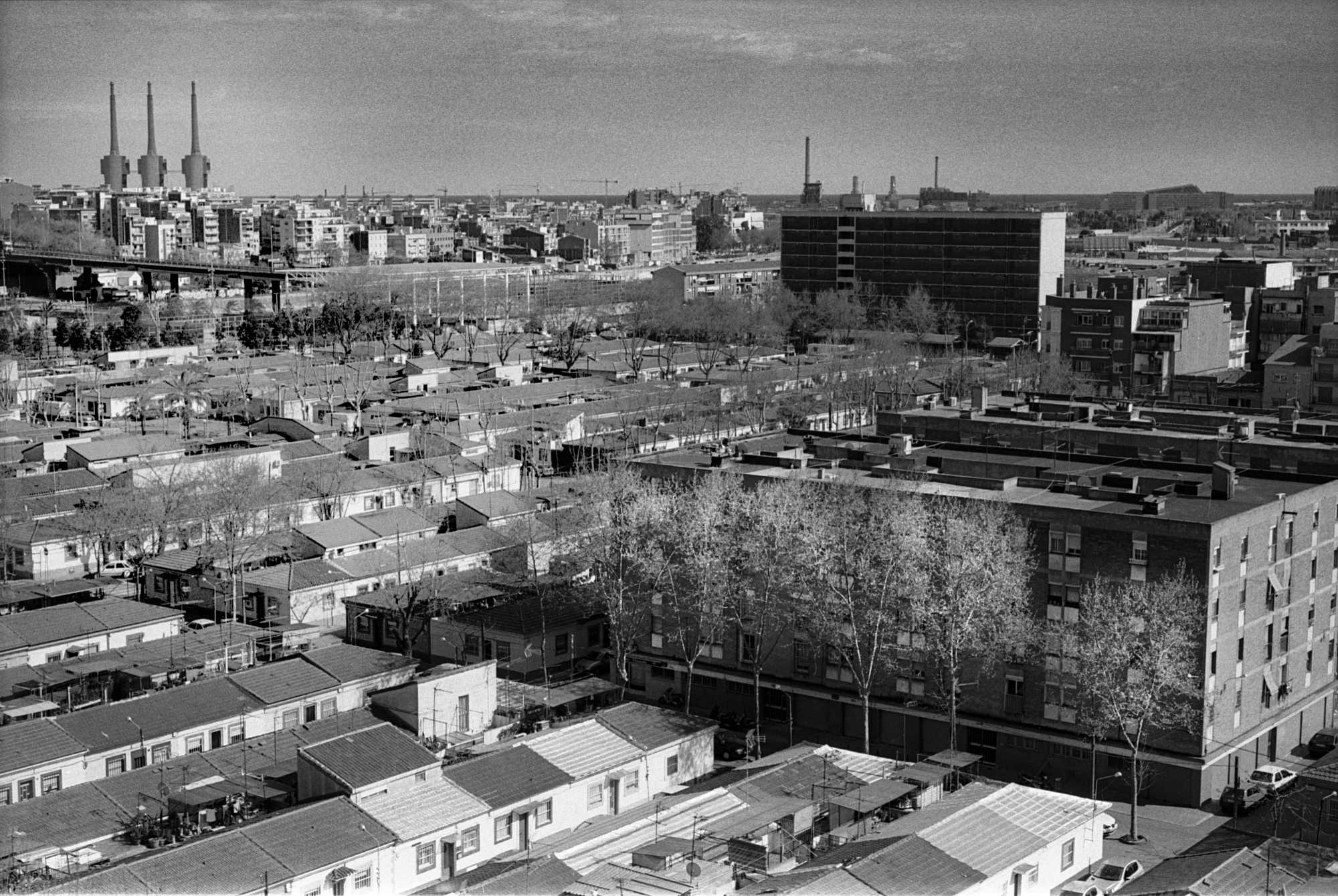
Las casas baratas de Buen Pastor (2004).

Las conocidas como Casas Baratas se edificaron en 1929 como viviendas de protección oficial de alquiler por el Instituto Municipal de la Vivienda, debido al trabajo en el polígono industrial, con fábricas tan relevantes como Can Sala, sobre terrenos que en ese momento pertenecían al municipio de Santa Coloma de Gramanet.
Era el más grande de los cuatro polígonos de casas baratas de la ciudad: los otros, Eduardo Aunós (en La Marina de Port), Ramón Albó (en Horta) y Barón de Viver (a poca distancia de El Buen Pastor, también a la orilla del río Besós) fueron remodelados en el curso de los años. Barón de Viver, el barrio gemelo de Buen Pastor, recibió una remodelación a principio de los años noventa que consistió en el derribo integral de las Casas Baratas, entonces en pésimas condiciones, y en el realojo de todos los inquilinos en bloques de pisos con hipotecas accesibles.
La remodelación de las Casas Baratas de Buen Pastor, de la cual se estuvo hablando durante decenas de años, fue firmada por el Patronato y la Asociación de Vecinos en 2003. Se derribaron 784 casas y fueron substituidas por nuevos bloques de viviendas, en los cuales el Ayuntamiento de Barcelona realojó a los vecinos en diferentes fases y en 754 nuevos pisos.
La apertura del Centro Comercial La Maquinista, la moderación del envejecimiento por la inmigración y en especial la llegada del metro en 2010 le dieron un importante empuje al barrio.

## Memoria histórica
El barrio es uno de los pocos reductos de la ciudad en el que todavía se puede ver un ejemplo de arquitectura popular de principios de siglo XX, patrimonio histórico de la ciudad de Barcelona.
En 2023 y para preservar la memoria de las Casas Baratas y la historia de la evolución de la vivienda, nace el MUHBA Buen Pastor, un espacio museístico diseñado dentro de una decena de las antiguas Casas Baratas de este barrio de Sant Andreu. Estas manzanas de casas se construyeron para familias obreras venidas de toda España para construir los diferentes recintos de la Exposición Universal de 1929. Todo el legado de estas familias y las particularidades del barrio pueden recorrerse en este nuevo museo municipal de Barcelona.

## Hijos célebres
- Juan Astray, Caballero Legionario, combatiente en Iraq, Ukrania y policía militar en Bosnia[11]